# Les oiseaux rares
Les oiseaux rares (dt. Die seltenen Vögel) ist eine französische TV-Serie von Jean Dewever aus dem Jahre 1967. Sie lief 1969 in 60 Episoden auf dem Sender TF1.

## Inhalt
In einer großen Villa lebt das Ehepaar Henri (Guy Saint-Jean) und Florence Massonneau (Anna Gaylor) mit seinen fünf Töchtern. Während die älteste, Catherine (Nicole Chaput), kurz vor ihrer Hochzeit mit ihrem Verlobten Bernard (Patrick Lancelot) steht, verliebt sich die zweitälteste Tochter, Martine (Dominique Labourier), in Paul Legrand (Jean-Pierre Ducos), den Spanischlehrer der jüngsten Tochter, Valérie (Bernadette Robert). Die meisten Sorgen bereitet indes die 16-jährige Sylvie (Claude Jade), die jeden necken muss und zudem darauf besteht, ein Pferd zu bekommen. Sie reitet oft auf Turlutu, dem Pferd des Nachbarn Claude (Jean Perrin), dem späteren Freund ihrer älteren Schwester Juliette (Françoise Godde), die zudem Martines Zwillingsschwester ist. Von Catherine und Bernard bekommt Sylvie das Pferd Monsieur geschenkt. Als dieser nächtens eine Verwüstung in der Innenstadt anrichtet, soll er verschwinden, doch Sylvie arrangiert einen Lottogewinn. Nun das Pferd Monsieur ihr eigen nennend, findet Sylvie bald neue Herausforderungen, ihren Vater zur Verzweiflung zu treiben. Ihre treue Komplizin ist das spanische Hausmädchen Carmen (blond und akzentfrei: Nadine Servan). Mit den englischen Austauschschülerinnen Dorothy (Marie Privat) und Emily Graham (Hélène Callot) verschwindet sie aus dem Provinznest nach Paris, um auch dort für Wirbel zu sorgen. Der Motorradfahrer Pierrot (Pierre-William Glenn), der mit den drei Mädchen unterwegs war, belästigt später Juliette, der ein Kavalier, der junge Prisunic-Direktor Charles (Richard Leduc), zur Hilfe beispringt. Bald findet Catherine nach der Trennung von Bernard zu den Massonneaus zurück und zu guter Letzt erfährt Maman Massonneau, dass sie erneut schwanger ist. Während in der Villa die Lebensfreude tobt, ruft ein Polizeikommissar (Raoul Delfosse) zum Finale. In der letzten der 60 Folgen stürmt die Polizei das Haus, um alle dort Anwesenden ausnahmslos zu verhaften. Ob dies bei dem munteren Haufen von sieben Familienmitgliedern und einem Dutzend Freunden gelingt, lässt das Ende offen.

## Produktion und Veröffentlichung
Die Serie wurde 1967 in den Studios Épinay sowie in Vésinet und Paris gedreht.
Wegen der Theaterverpflichtungen der Hauptdarstellerinnen Claude Jade (als Frida in Henri IV am Théâtre moderne) und Dominique Labourier (als Lorette mit Richard Leduc in L’Été in Royan) wurde die Serie in zwei Staffeln gedreht und zwei Jahre später als eine komplette Staffel ausgestrahlt.

## Stab
- Regie: Jean Dewever
- Kamera: Jacques Loiseleux
- Musik: François de Roubaix